# Фјуме Венето
Фјуме Венето (итал. Fiume Veneto) је насеље у Италији у округу Порденоне, региону Фурланија-Јулијска крајина.
Према процени из 2011. у насељу је живело 9313 становника. Насеље се налази на надморској висини од 19 м.

## Становништво
Према резултатима пописа становништва 2011. у општини је живело 11.486 становника.
| 1936. | 1951. | 1961. | 1971. | 1981. | 1991. | 2001.  | 2011.  |
| ----- | ----- | ----- | ----- | ----- | ----- | ------ | ------ |
| 6.932 | 7.275 | 6.338 | 8.191 | 8.869 | 9.332 | 10.221 | 11.486 |

## Партнерски градови
- Кастелсаразен
- Худе
- Albeck